# Жоакім Родрігу
Жоакі́м Жозе́ Родрі́гу (*7 липня 1912, Лісабон — Лісабон, 18 січня 1997) — португальський інженер лісового господарства та живописець.

## Життєпис

Mondo-Cane 1, 1963, Національний музей сучасного мистецтва (Лісабон)

Самоук, він пізно прийшов до зацікавленості живописом, виставлятися почав з 1951 року. В цілому, демонструє зародження експресіонізму і відходить від зобов'язань до неореалістичної естетики. Починаючи з 1954 року і до кінця десятиліття він буде розробляти і визначати картину суворої геометричної свідомості, перебуваючи під впливом Мондріана. 1961 рік, однак, знаменує нову зміну його напрямку що, як не дивно, збігається з американським рухом поп-арт та модернізмом у Європі, про який він не міг знати. Протягом п'яти років він практикував «грубе мистецтво», оцінюючи реальність з точки зору символізму, щоденного досвіду чи спогадів.

## Діяльність інженера лісового господарства
Разом з Хорхе Гомесом де Аморімом і архітектором та художником Кейл-ду-Амаралом з 1938 року спроектував і виконав заліснення парку Флоресталь-де-Монсанто, звільнився з посади співробітників Лісабонської міської ради у 1974 році.

## Нагороди та музеї
У 1982 році він отримав Національну премію пластичних мистецтв / AICA. Його праці експонуються у Національному музеї сучасного мистецтва у Лісабоні та у музеї Фонду Гульбенкіана.

## Джерело
- O Grande Livro Dos Portugueses. Círculo de Leitores, Lda. (порт.)